# Josep Marià Milego i Inglada
Josep Marià Milego i Inglada (Alacant, 25 de juliol de 1889 - Barcelona, 2 de febrer de 1935) va ser un advocat, poeta i escriptor valencià autor, juntament amb Francisco Martínez Yagües, de la lletra de l'Himne d'Alacant, amb música del mestre Juan Latorre Baeza.
Va néixer en una família alacantina la branca paterna de la qual era d'origen italià. Va estudiar Dret i Filosofia a la Universitat Central de Madrid on va viure fins al 1885 doncs deixa el seu lloc de funcionari a Madrid per tornar a la seva Alacant natal i exercir com a advocat particular. El 1897 es va mudar a Cadis, on va treballar de professor mercantil i on, en un dels seus retorns a la seua Alacant, la penya El Progreso del Casino d'Alacant li va fer l'encàrrec de posar-li lletra a l'Himne d'Alacant que havia compost el músic Juan Latorre el 1896.
El 1902 va guanyar una càtedra de Legislació Internacional a l'Institut General i Tècnic de València i un any més tard es va traslladar a Barcelona on també va exercir de professor a l'Escola d'Alts Estudis Mercantils. A la ciutat comtal va residir fins a la seva mort en 1935.
Col·laborà en la premsa d’Alacant i publicà el drama en vers El precio de una corona (1879) i el poema La corona de flores (1887). També fou autor, amb Antoni Galdó, del recull biogràfic Alicantinos ilustres (1889).